# Manfred Hürrig
Manfred Hürrig (Dresden, 1937) is een Duits/Belgisch grafisch ontwerper en all-round artiest.

## Studies
Hürrig werd geboren in Dresden en zou in 1955 de DDR verlaten om in Frankfurt te werken aan podium decors voor voornamelijk theaterstukken. Uiteindelijk verlaat hij Duitsland om in Brussel, België te wonen en studeren. Hij studeert aan de Staatsacademie voor Architectuur en Beeldende kunsten.

## Carrière
Hürrig is een van de immigranten die een belangrijke rol heeft gespeeld in het landschap van grafische ontwerpen in België.
Hij werkte voornamelijk voor theaterhuizen, waarvan het Nationale Theater van België (nu: Théâtre National Bruxelles et Wallonie) het meest. Hij had daar verschillende taken zoals het ontwerpen van posters en affiches voor toekomstige voorstellingen, het ontwerpen van decorstukken, het ontwerpen van kostuums, etc. Daar zou hij ook zelf toneelstukken produceren. Zijn liefde voor theater kwam niet uit de lucht gevallen, want Hürrig hield zich als kind vaak achter en voor de schermen van het theater. Dit heeft hem sterk beïnvloed om in deze wereld te werken. Hij zou niet enkel werken voor het Nationale Theater, maar ook voor andere theaterhuizen in België.
Naast het werk voor theaterhuizen was Hürrig nog vele andere dingen aan het doen. Als voorbeeld: hij ontwierp samen met Yvon Adam en Anne Velghe de Belgische bankbiljetten met bekende Belgische mensen voor de Nationale Bank van België. Hij hielp ook mee als uitgever en grafisch ontwerper van verschillende boeken.